# 帕特河

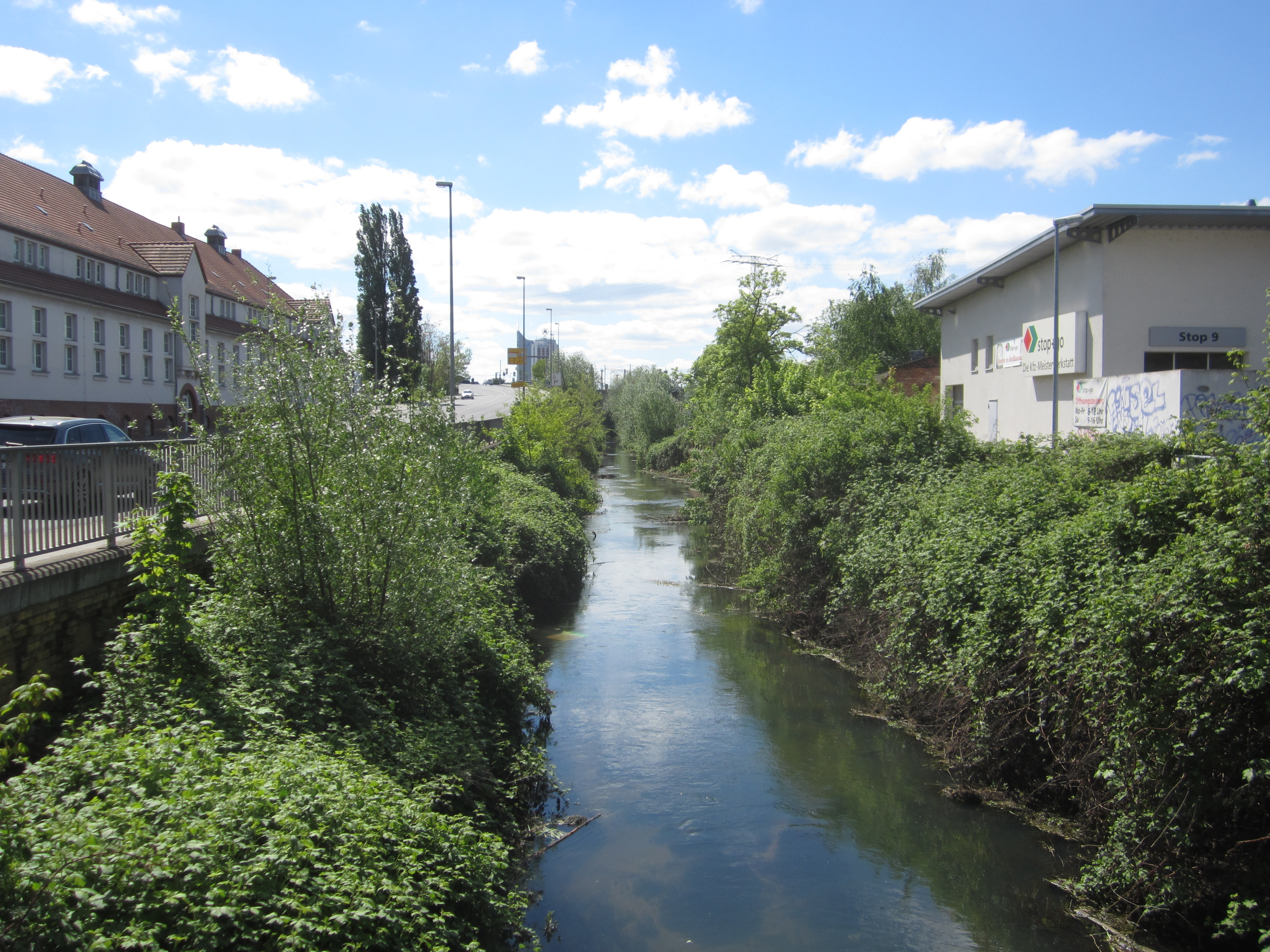
帕特河

51°21′39″N 12°20′32″E / 51.36083°N 12.34222°E
帕特河（德語：Parthe，發音：[ˈpaʁtə] ⓘ）是德國薩克森州的河流，屬於魏瑟埃爾斯特河的右支流，河道全長60公里，發源自科爾迪茨和巴特勞西克之間，流經帕滕斯泰因、瑙恩霍夫、博爾斯多夫和陶哈，河口處在萊比錫西北部。